# 浠水站
浠水站，位于中华人民共和国湖北省黄冈市浠水县清泉镇，是京九铁路上的火车站，建于1996年，由武汉铁路局麻城车务段管辖。

## 車站周邊
- 浠水世贸建材城创业孵化基地
- 浠水县畜牧兽医局
- 浠水天鸿大酒店
- 浠水县体育活动中心
- 浠水县人民检察院

## 歷史
- 建于1996年。

## 外部連結
- 中国铁路客户服务中心 （页面存档备份，存于）